# ماثيو كولومبي
ماثيو كولومبي (بالإيطالية: Matteo Colombi)‏ (13 يونيو 1994 ببروني في إيطاليا - ) هو لاعب كرة قدم إيطالي في مركز الهجوم. شارك مع منتخب إيطاليا تحت 17 سنة لكرة القدم. أما مع النوادي، فقد لعب مع إنتر ميلان ونادي تورينو ونادي سافونا ‏ وايه سي ماكراتيسي ونادي أولتريبو فوغيرا ‏ وسسارة توريس ‏.

## روابط خارجية
- ماثيو كولومبي على موقع قاعدة بيانات كرة القدم.إي يو (الإنجليزية)
- ماثيو كولومبي على موقع Soccerway.com (الإنجليزية)